# Ангеліка Ціхоцька
Ангеліка Ціхоцька (пол. Angelika Cichocka, 15 березня 1988) — польська легкоатлетка, що спеціалізується в бігу на середні дистанції, чемпіонка Європи, призерка чемпіонату світу та чемпіонату Європи в закритих приміщеннях.

## Особисті рекорди
На стадіоні
- 800 м – 2:00.20 (Загреб 2011)
- 1000 м – 2:37.01 (Медзиздроє 2009)
- 1500 м – 4:06.50 (Сопот 2011)

Під дахом
- 800 м – 2:00.37 (Сопот 2014)
- 1500 м – 4:03.25 (Стокгольм 2016)

## Зовнішні посилання
- Досьє IAAF [Архівовано 31 березня 2019 у Wayback Machine.]